# Аліна Астровська
Аліна Астровська (нар. 18 жовтня 1989 року, Донецьк, УРСР, СРСР) — українська телеведуча, співачка й акторка. Колишня ведуча телепередачі «Орел і решка».
Замовчує російсько-українську війну, переїхала до Росії, де живе та працює.

## Біографія
Народилася 18 жовтня 1989 року в Донецьку. У 1997 році батьки записали її в студію танців на хореографію. Танцям присвятила 9 років і в підсумку стала членкинею Асоціації сучасних естрадних танців України. Потім зайнялася балетом, пізніше захопилася театральною творчістю, що в подальшому допомогло їй у професійній діяльності. Закінчивши школу, вступила у Національний університет культури і мистецтв і поїхала вчитися в Київ.
В університеті, крім вивчення PR-технологій і міжнародного туризму, Астровська активно брала участь у численних концертах, конкурсах і студентських заходах. Ще на другому курсі вона спробувала потрапити в популярний проєкт «Фабрика зірок-3» на Новому каналі. Однак перша спроба виявилася невдалою. Знову прийшовши на кастинг в 2009 році, вона стала учасницею шоу. Незабаром Костянтин Меладзе спеціально для неї написав сольну пісню «Не з тобою», яка стала хітом, а сама Астровська – впізнаваною і найпопулярнішою виконавицею. Після закінчення «Фабрики зірок» стала володаркою престижної премії «Золота шарманка».
Широка популярність до неї прийшла після роботи ведучою в популярному шоу «Орел і решка».

## Творчість
У 2010 році взяла участь у телепрограмі «Life Show Parad» на регіональному телеканалі Донбасу і музичному телевізійному проєкті «Шоу №1».
У 2012 році група продюсерських компаній TALANT підписала з Астровською контракт і вона увійшла до складу учасниць жіночого гурту REAL O(укр.), де пропрацювала п'ять років. Дебютувала на екрані (не рахуючи участь в «Life Show Parad») в 2014 році на українському шоу «Герої&Коханці» на Новому каналі України.
У 2017-му Аліна Астровська випустила новий альбом «Торкайся». Крім виступів на сцені під власним брендом «ASTROVSKAYA», стала співпрацювати з російськими та українськими музикантами як поетка і композиторка, випустила віршований збірник «Моє».
У 2018 році Астровська стала ведучою в популярному в Україні і в Росії телевізійному проекті «Орел і решка», разом зі своїм співведучим Колею Сергою, взявши участь у сезонах «Орел і Решка 19 сезон: По морях 2», 20 і 21.
У 2018 році Астровська стала однією з учасниць шоу телеканалу «СТС» «Туристи», прем'єра якого відбулася 14 жовтня.
У 2020 році виконала роль у комедійному фільмі «Хеппі-енд».
Астровська веде блог в Instagram. При цьому вона не пише постів про війну. Єдина згадка про війну в Україні була в серпні 2022 року, коли вона повідомила в соцмережі про смерть бабусі в Донецьку, а війну і російські обстріли назвала "цим жахом".

## Особисте життя
У 18 років Астровська стала дружиною футболіста Євгена Бредуна. Через три роки пара розлучилася. З 2016 року була одружена з українським бізнесменом Ігорем, з яким прожила два роки.
У 2021 році одружилася з давнім другом і ексведучим програми «Орел і решка. Шопінг» — Антоном Лаврентьєвим. 18 березня 2022 року народила сина, з того часу живе в Росії. 8 травня 2024 року народила другого сина.

## Фільмографія
- 2018—2020 — «Орел і решка», телепередача
- 2019 — «Синтетична любов» (реж. Василь Москаленко)
- 2020 — «Хеппі-енд» (реж. Євген Шелякін)